# Kumarbi
Kumarbi is in de Hurritische mythologie als oude hemelgod de oervader van alle goden. Volgens latere mythologische versies is hij ontsproten uit Anu, wiens genitaliën hij afbeet, waarna hij zelf voor procreatie zorgde. Sertapsuruhi was zijn echtgenote, bij wie hij Hedammu had en hij had Ullikumi van een rots.
Deze alvader Kumarbi had in Urkesh (Noord-Syrië) zijn hoofdvestiging. Ook in Nippur was er een cultus voor hem.
De Kumarbicyclus bevat mythen van de begintijd en de machtsstrijd van de oergoden. Er zijn twee verschillende mythen.

## Teshub
Anu vertelt Kumarbi, nadat deze zijn genitaliën heeft afgebeten, dat hij hem zwanger zal maken van de weergod Teshub, Aranzahus (Tigris) en de godheid Tasmisus. Als Kumarbi het zaad van Anu probeert uit te spuwen, valt er wat van op de grond, wat de aarde bezwangert. De aarde baart twee kinderen. Kumarbi zelf bevalt van de weergod Teshub, die op zijn beurt het 'Koningschap in de Hemel' van zijn stamvader overneemt.

## Ullikumi
Kumarbi kreeg op zeker moment een stenen kind Ullikumi door een rots te bezwangeren. Ullikumi is de naam van een berg zuidelijk in centraal Anatolië. 

Het was de taak van dit kind Ullikumi om Teshub te vernietigen. Hij moet 'de stad Kummiya onderwerpen' en hij moet 'Teshub slaan', 'erop beuken als op kaf' en 'met de voet vermorzelen als een mier', aldus de gevonden tekst. Volgens sommigen wordt met Kummiya de stad Kummani aangeduid, een voornaam religieus centrum van de Godin Hepat.
Kumarbi plaatst Ullikumi op de rechterschouder van de reus Upelluri, die op een afgelegen plaats woont. Upelluri heeft geen weet van wat er op zijn schouder groeit, hij klaagt slechts over een beetje schouderpijn. De weergod Teshub hoort over hem via de zonnegod Shimegi. Tevergeefs probeert Shaushka (Isjtar) het monster Ullikummi te verleiden, dat niet kan horen of zien. Ea snijdt Ullikumi met het snijgereedschap, waarmee de aarde van de hemel los gemaakt was, los van de schouder van de reus Upelluri. Ullikummi verliest zijn kracht en wordt door de goden overwonnen. Teshub kan weer ongestoord op zijn troon zitten.

## Hedammu
Kumarbi huwt Sertapsuruhi, de dochter van de zeegod. Zij baart Hedammu, een draakachtig schepsel, dat dagelijks uit zee oprijst om huisdieren en mensen te verslinden. Hedammu wordt door Shaushga ontdekt en vertelt het door aan de weergod Teshub. Shaushga baadt en zalft zich en gaat naar de kust. De eerste keer probeert Hedammu de godin op te eten, de tweede keer brengt ze magie mee, waarmee ze het zeewater in een slaapdrank verandert. Verleid door haar betovering verlaat de verslagen Hedammu daarop de zee. 
In mythologische verhalen van de Hettitische hoofdstad Hattuša wordt de Dagan van Tuttul gelijkgesteld aan Kumarbi.